# Eugenia di Roma
Eugenia di Roma (... – 25 dicembre III secolo) è stata una martire cristiana del III secolo.
Le circostanze concrete e il luogo della sua morte (Alessandria o Roma) non sono chiaramente identificabili, essendo numerose le leggende nate attorno al suo nome.

## Agiografia
Il suo culto, molto antico, deve la sua popolarità a racconti favolosi di miracoli, diffusi in varie lingue. Figlia del nobile romano Filippo e di sua moglie Claudia, sorella di Sergio e Avito, dopo la nomina del padre a prefetto d'Egitto da parte dell'imperatore Gallieno si trasferì insieme alla famiglia ad Alessandria: qui Eugenia venne convertita al cristianesimo dagli eunuchi Proto e Giacinto, suoi schiavi. Consacrata segretamente la sua verginità a Dio, per evitare le nozze con il giovane Aquilino (figlio del console) si travestì da uomo e si ritirò sotto falsa identità in un monastero maschile.
Distintasi per santità di vita, venne eletta dai monaci abate e la sua fama iniziò a diffondersi anche fuori dal monastero; la nobile matrona Melanzia volle incontrarla e, una volta invaghitasene, tentò di sedurla. Respinta, Melanzia accusò l'abate di aver tentato di abusare di lei. Condotta in giudizio ad Alessandria, per dimostrare la sua innocenza Eugenia fu costretta a rivelare la sua vera identità. Commossi per aver ritrovato la figlia che credevano perduta, i suoi genitori aderirono al cristianesimo e si distinsero per le opere di carità. Eugenia venne fatta decapitare ad Alessandria dal prefetto Nicezio un 25 dicembre.
Più probabilmente Eugenia subì il martirio a Roma sotto Gallieno e Valeriano (tra il 253 e il 260) e venne sepolta sulla via Latina: sulla sua memoria sorse poi una basilica, restaurata e abbellita dai pontefici Giovanni VII e Adriano I; Stefano V fece traslare le sue reliquie nella basilica dei Santi Apostoli di Roma.

## Culto
Il suo culto ebbe ampia diffusione in epoca antica, tanto da essere rappresentata nella decorazione musiva delle basiliche di Sant'Apollinare Nuovo a Ravenna (V secolo) ed Eufrasiana a Parenzo (VI secolo); la sua figura è ricordata e celebrata da Alcimo Ecdicio Avito e Venanzio Fortunato.
Il suo elogio si legge nel Martirologio Romano al 25 dicembre. Presso le Chiese orientali la sua memoria viene celebrata il 24 dicembre.